# Rebekah Brooks
Rebekah Brooks (* 27. května 1968, Warrington, Lancashire, Spojené království) je britská novinářka.
Známa je hlavně jako bývalá výkonná ředitelka vydavatelské firmy News International (2009 až 2011) Ruperta Murdocha. Pracovala také jako editorka bulvárních novin News of the World (2000 až 2003) a The Sun (2003 až 2009).
V červenci 2012 byla spolu s dalšími sedmo novináři, kteří se měli podílet na ilegálním odposlouchávání, obviněna z „konspirace za účelem odposlechu cizích komunikací bez patřičného legálního povolení mezi lety 2000 a 2006“ a „z bránění výkonu spravedlnosti“ při vyšetřování odposlechů. Mezi odposlouchávanými byli například britští ministři vnitra David Blunkett a Charles Clarke, herci Brad Pitt a Angelina Jolie či fotbalista Wayne Rooney.
Během soudního procesu v listopadu 2013 vyšlo najevo, že se snažila po propuknutí skandálu kolem odposlechů v červenci 2011 před policií ukrýt důkazy, včetně svých zápisníků a počítačů, ale některé z nich byly náhodou nalezeny u odpadkového koše v podzemní garáži domu, kde bydlela. Podle žalobce dala úkol své asistence v News International, aby z archivu odstranila sedm krabic s jejími zápisníky a poznámkovými bloky z let 1995 až 2007. Společně s manželem a šéfem ochranky se snažila odstranit i kompromitující materiály ze svého domu v Londýně i z venkovského domu v hrabství Oxfordshire.